# Вулиця Біберовичів
Вулиця Біберовичів — вулиця в Коломиї. Бічна від вулиці Тараса Шевченка. Колишні назви — Захоронка (до 1945), Олександра Корнійчука (1945–1957), Санаторна (1957–1990). Завдовжки приблизно 50 м. Прокладена в центрі міста на віддалі 100 м від Народного дому і драмтеатру.

## Історія
Час виникнення невідомий, імовірно, у другій половині 19 століття, відколи центр Коломиї стали забудовувати цегляними будівлями. Давня назва вул. Захоронка походить з польської «охронек», тобто, притулок, і вона, як і подальша змінена назва — вул. Санаторна — вказувала, мабуть, напрям, де міститься самий притулок, що мав належати тодішній польській жіночий Гімназії уршулянок.
У повоєнний період вул. надали ім'я Олександра Корнійчука (1905–1972) — відомого прокомуністичного драматурга радянської України. 1990 вул. названа прізвищем Біберовичів — родини відомих українських акторів, мешканців Коломиї — Біберовичів Івана та Іванни, їхніх синів Ярослава — отамана УГА та Володислава — журналіста.

## Визначні будівлі
У будинку № 3-а, в помешканні Полатайчука Я. міститься домівка коломийського культурно-суспільного товариства «Поступ».
У будинку № 4 мешкав польський маляр З. Оржеховський.